# Jungiella santosabreui
Jungiella santosabreui är en tvåvingeart som beskrevs av Baez 1979. Jungiella santosabreui ingår i släktet Jungiella och familjen fjärilsmyggor. Inga underarter finns listade i Catalogue of Life.